# Первая волна феминизма
Первая волна феминизма — период феминистской активности и мысли в XIX и начале XX века во всём Западном мире. Основное внимание уделялось правовым вопросам, прежде всего обеспечению права женщин голосовать.
Термин «первая волна феминизма» был введён Мартой Лир в марте 1968 года в The New York Times Magazine, который в то же время использовал термин «вторая волна феминизма». Первая волна феминизма была направлена в основном на борьбу за политические права женщин, а не против фактического (неофициального) неравенства.

## Происхождение
Борьба за права женщин началась задолго до XX века. В своей книге «Второй пол» Симона де Бовуар писала, что первой женщиной, «взявшей ручку в защиту своего пола», была Кристина Пизанская в XV веке В XVI веке за права женщин боролись немецкий гуманист и учёный Агриппа Неттесгеймский и венецианская писательница и поэтесса Модеста ди Поццо ди Форзи. В XVII веке жили и творили французская писательница и философ Мари де Гурне, американская поэтесса Анна Брэдстрит и французский священник и философ Франсуа Пуллен де Ла Барр.

### Мэри Уолстонкрафт
Взгляды британской писательницы и философа Мэри Уолстонкрафт во многом сформировались под влиянием Жан-Жака Руссо и философии эпохи Просвещения. Руссо определил как идеал — демократическое общество, основанное на равенстве мужчин, но в котором женщины часто подвергаются дискриминации. Хотя поначалу это кажется противоречивым, но идеи Уолстонкрафт основывалась на идеях Руссо и заключалась в расширении демократического общества на основе гендерного равенства.
Уоллстонкрафт опубликовала один из первых феминистских трактатов «В защиту прав женщин» (1792), в котором отстаивала социальное и моральное равенство полов, и утверждала, что женщины не являются существами, стоящими на более низкой ступени развития по отношению к мужчинам, но лишь кажутся такими из-за недостаточного образования. Она предлагала рассматривать и мужчин и женщин как разумных существ и представляла общественный строй, основанный на разуме. В своих романах Уолстонкрафт критиковала патриархальный, по её мнению, институт брака и его вредное воздействие на женщин. В первом романе, Mary: A Fiction (1788), героиня вынуждена по материальным причинам вступить в брак без любви; она компенсирует своё желание любви и привязанности вне брака двумя страстными романтическими отношениями: дружбой с женщиной и любовью к мужчине. Неоконченный роман «Мария, или Заблуждения женщины» (англ. Maria; or, The Wrongs of Woman, 1798), изданный посмертно, считается самой радикально-феминистской работой Уолстонкрафт. Уоллстонкрафт считается «прародительницей» британского феминистского движения, и её идеи сформировали мышление первых суфражисток, которые боролись за право голоса для женщин.

### Ранний американский феминизм
Ранний феминизм в США был напрямую связан с движением аболиционистов и многие известные феминистки прислушивались к ним. Среди первых активисток движения за освобождение женщин в США были рождённая в рабстве Соджорнер Трут, социолог и философ Джейн Аддамс, журналистка Дороти Дей и Элизабет Блэкуэлл, первая американка, получившая высшее медицинское образование Первую волну феминизма в основном составляли и возглавляли белые женщины из среднего класса, и только во второй волне феминизма проявили себя цветные женщины. Термин феминизм был создан как политическая иллюстрированная идеология того периода и возник благодаря речам о реформах и исправлении демократии на основе равных условий..

## Хронология
1809
- США, Коннектикут: замужним женщинам разрешили писать завещания.[10]

1810
- Швеция: парламент официально подтвердил ранее неофициальное право незамужней женщины быть объявленной совершеннолетней королевским разрешением.[11]

1811
- Австрия: замужним женщинам предоставлено право вести отдельное хозяйство и право выбора профессии.[12]
- Швеция: замужним деловым женщинам предоставлено право принимать решения по своим делам без согласия мужа.[13]

1821
- США, Мэн: замужним женщинам разрешено владеть и управлять собственностью от своего имени в случае недееспособности супруга.[14]

1827
- Бразилия: открыты первые начальные школы для девочек, профессия школьного учителя стала доступной для женщин.[15]

1829
- Индия: бенгальские власти и губернатор лорд Уильям Бентинк формально запретили ритуал Сати (самосожжение вдов).
- Швеция: акушеркам разрешено использовать хирургические инструменты, что давало им хирургический статус.[16]

1832
- Бразилия: Дионисия Гонсалвеш Пинто под псевдонимом Нисия Флореста Бразилейра Августа[англ.] опубликовала книгу — «Права женщин и несправедливость мужчин». Это была первая в Бразилии книга, посвященную интеллектуальному равенству женщин, их способности и праву получать образование и участвовать в жизни общества наравне с мужчинами.[17] Это был перевод книги «Женщина не уступает мужчине», часто приписываемую Мэри Уортли Монтегю.[18][19]

1833
- США, Огайо: основан Оберлинский колледж, первое в истории высшее учебное заведение в которое принимали женщин.[20]
- Гватемала: разрешены разводы; в 1840 году разводы были запрещены и вновь разрешены в 1894 году.[21]

1835
- США, Арканзас: замужним женщинам разрешено владеть (но не контролировать) имуществом от своего имени.[22]

1838
- США, Кентукки: вдовам с детьми школьного возраста предоставлено право голоса на школьных собраниях.[23]
- США, Айова: первый штат в США, который разрешил единоличную опеку над ребёнком его матери в случае развода.[23]
- Острова Питкэрн: женщинам предоставлено право голоса.[24]

1839
- США, Миссисипи: первый штат в США, который дал замужним женщинам права собственности, пусть и ограниченные.[23]
- Великобритания: разведённым матерям разрешено получать опеку над своими детьми в возрасте до семи лет, но только если лорд-канцлер согласился на это и только в том случае, если мать имела хороший характер.[25]
- США, Миссисипи: замужним женщинам предоставлено право владеть (но не контролировать) имущество от своего имени.[26]

1840
- США, Техас: замужним женщинам разрешено владеть собственностью от своего имени.[26]

1841
- Болгария: открыта первая светская школа для девочек, что сделало образование и профессию учителя доступными для женщин.[27]

1842
- Швеция: введена обязательная начальная школа для обоих полов.[28]

1844
- США, Мэн: первый штат США, который разрешил замужним женщинам владеть от своего имени имуществом отдельно от супруга.[23]
- США, Мэн: замужним женщинам разрешено заниматься бизнесом без согласия их мужей.[23]
- США, Массачусетс: замужние женщины получили право владения имуществом.[29]

1845
- Швеция: узаконено равное наследование для сыновей и дочерей (при отсутствии завещания).[30]
- США, Нью-Йорк: замужние женщины получили патентные права.[31]

1846
- Швеция: все профессии и ремёсла открыты для всех незамужних женщин.[32]

1847
- Коста-Рика: открылась первая средняя школа для девочек, одновременно для женщин была открыта профессия учителя.[33]

1848
- США, Нью-Йорк: замужним женщинам предоставлено право собственности.[34]
- США: реформатор, аболиционист и филантроп Джеррит Смит, баллотируясь в президенты, сделал избирательное право для женщин частью партийной платформы возглавляемой им Партии свободы.[35]
- США, Нью-Йорк: в июле состоялся первый в истории США открытый съезд сторонников равноправия женщин, вошедший в историю как Конференция в Сенека-Фолсе.[36]

1849
- США: Элизабет Блэкуэлл стала первой в американской истории женщиной, достигшей степени доктора медицины.[37]

1850
- Великобритания: первым организованным движением за английский феминизм стала группа Langham Place 1850-х годов, объединившая единомышленниц из числа читательниц English Woman’s Journal, среди которых были художница и преподаватель Барбара Бодишон и поэт, публицист и журналист Бесси Райнер Паркс[англ.].[38] Помимо прочего, они также проводили кампанию за улучшение прав женщин в сфере занятости и образования.[39]
- Гаити: открыта первая постоянная школа для девочек.[40]
- Исландия: равное наследование для мужчин и женщин.[41]
- США, Калифорния: замужним женщинам предоставлено право на сепаратную экономику.[42]
- США, Висконсин: замужним женщинам предоставлено право на сепаратную экономику.[42]
- США, Орегон: незамужним женщинам разрешили владеть землей.[12]
- Дания: феминистское движение в этой стран началось с публикации феминистской книги Clara Raphael, Tolv Breve Матильды Фибигер.[43][44]

1851
- Гватемала: экономически независимым женщинам предоставлено полное гражданство (отменено в 1879 году).[45]
- Канада, Нью-Брансуик: замужним женщинам предоставлено право на сепаратную экономику.[46]

1852
- США, Нью-Джерси: замужним женщинам предоставлено право на сепаратную экономику.[29]

1853
- Колумбия: узаконены разводы; вновь запрещены в 1856 году и вновь легализованы в 1992 году.[21]
- Швеция: профессия учителя в начальной школе открыта для обоих полов.[47]

1854
- Норвегия: требуется равное наследование для мужчин и женщин.[12]
- США, Массачусетс: замужним женщинам предоставлено право владеть имуществом отдельно от супруга.[42]
- Чили: открыта первая государственная начальная школа для девочек.[48]

1855
- США, Айова: Университет Айовы стал первым среди общественных университет и университетов штатов принимать на обучение женщин.[49]
- США, Мичиган: замужним женщинам предоставлено право на сепаратную экономику.[27]

1857
- Дания: для незамужних женщин установлен возраст совершеннолетия,[12] также незамужним женщинам разрешено зарабатывать на жизнь любым ремеслом или профессией.[44]
- Великобритания: семейным парам разрешено получить развод через гражданский процесс.[50][51]
- Нидерланды: начальное образование стало обязательным как для мальчиков, так и для девочек.[52]
- Испания: начальное образование стало обязательным как для мальчиков, так и для девочек.[53]
- США, Мэн: замужним женщинам было предоставлено право контролировать свой заработок.[29]

1858
- Россия: для девочек открыты гимназии.[54]
- Швеция: незамужние женщины могут быть признаны совершеннолетними при подаче заявления; автоматически совершеннолетними незамужних женщин стали признавать с 1863.[30]

1859
- Канада, Западная Канада: замужним женщинам предоставлено право на сепаратную экономику.[46]
- Дания: для женщин открыта должность учителя в государственной школе.[55]
- Россия: женщинам было разрешено посещать университетские лекции, но в 1863 году это право было отозвано.[54]
- Швеция: для женщин открыты должности преподавателя колледжа и младших должностных лиц в государственных учреждениях.[56]
- США, Канзас: замужним женщинам предоставлено право на сепаратную экономику.[42]

1860
- США, Нью-Йорк: женщины предоставлено право на законную опеку над своими детьми, что позволило им иметь право голоса в завещании, контролировать заработную плату своих детей и дало право наследовать имущество.[57]

1861
- Австралия, Южная Австралия: всем владельцам собственности независимо от пола предоставлено право голосовать на местных выборах.[58]
- США, Канзас: всем женщинам предоставлено право голосовать на школьных собраниях. Многие штаты США последовали этому примеру до начала XX века.[23]

1862
- Швеция: незамужним женщинам предоставлено право голоса на местных выборах. В 1919 году избирательное право было предоставлено с ограничениями, а в 1921 году все ограничения были сняты.[59]

1863
- Финляндия: всем налогоплательщикам предоставлено право голосовать на местных выборах в сельской местности, а в 1872 году такая же реформа была проведена в городах.[60]

1869
- Великобритания: женщинам предоставлено право голоса на местных выборах.[61]
- США: Вайоминг стал первым штатом в США где женщинам предоставили право голоса.[62]

1870
- США, Юта: женщинам предоставлено право голоса, но оно было отменено Конгрессом в 1887 году как часть национальных усилий по избавлению Юты от многожёнства. Право голоса для женщин в Юте было восстановлено в 1895 году, когда право женщин голосовать и занимать выборные должность было записано в конституции нового штата.[63]
- Великобритания: женщинам предоставлено право контроля над своими собственными доходами и имуществом, с ограничениями, которые были сняты в 1874 и 1882 годах.[23]

1871
- Дания: Матильда Байер и её муж Фредерик основали Датское женское общество[англ.] (дат. Dansk Kvindesamfund), самую первую в мире организацию по защите прав женщин, которая существует и по сей день.
- Нидерланды: Алетта Якобс, впоследствии известная врач, переводчица и суфражистка, стала первой женщиной, принятой в нидерландский университет (Гронингенский университет).

1872
- Финляндия: всем налогоплательщикам предоставлено право голоса на местных выборах в городах.[60]

1881
- Остров Мэн: право голоса распространено на незамужних женщин и вдов, которые владели собственностью, в результате этого право голоса получили 700 женщин, что составляет около 10 % мэнского электората.[64]

1884
- Канада, Онтарио: вдовы и девы стали первыми женщинами, получившими право голоса на местных выборах, другие провинции последовали этому примеру в течение 1890-х годов.[65]

1886
- США: все штаты США, кроме шести, разрешили развод по причине жестокого обращения.[23]
- Корея: открылся Женский университет Ихва, первое в стране высшее учебное заведение для женщин, основанное американской миссионеркой методистской церкви Мэри Ф. Скрэнтон.[66]

1891
- Австралия, Новый Южный Уэльс: основана первая суфражистская организация (Womanhood Suffrage League).[67]

1893
- США, Колорадо: женщинам предоставлено право голоса.[68]
- Новая Зеландия: первая в мире самоуправляющаяся страна, в которой все женщины имели право голосовать на парламентских выборах.[69]
- Острова Кука: женщинам предоставлено право голоса на выборах в островные советы и национальный парламент.[70]

1894
- Австралия, Южная Австралия: женщинам предоставлено право голоса.[70]
- Великобритания: замужним женщинам предоставлено голоса на местных выборах.[71]

1895
- США: почти все штаты США предоставили замужним женщинам право торговать без согласия своих мужей, владеть и / или контролировать свою собственность и контролировать свои собственные доходы.[23]

1896
- Аргентина: группа анархо-феминисток во главе с Вирджинией Болтен начали издавать La Voz de la Mujer, первую в Латинской Америке феминистскую газету.[72]
- США, Айдахо: женщинам предоставлено право голоса.[73]

1900
- Австралия, Западная Австралия: женщинам предоставлено право голоса.[74]
- Бельгия: для незамужних женщин установлен возраст совершеннолетия.[75]
- Египет: в Каире основана школа для учительниц.[76]
- Франция: женщинам разрешили заниматься юридической практикой.[77]
- Корея: почтовые профессии открыты для женщин.[78]
- Тунис: открыта первая государственная начальная школа для девочек.[76]
- Германия, Баден: университеты открыты для женщин.[79]
- Швеция: введены отпуска по беременности и родам для работающих женщин.

1901
- Болгария: университеты открыты для женщин.[80]
- Япония: открыт первый в стране женский университет.[81]
- Куба: университеты открыты для женщин.[82]
- Дания: введены отпуска по беременности и родам для всех женщин.[83]
- Швеция: введён четырёхнедельный отпуск по уходу за ребёнком для женщин, которые работают на фабриках.[84]
- Австралия: первые выборы в австралийский парламент прошли в соответствии с законами штатов. Таким образом, в Южной и Западной Австралии женщины имели право голоса, в Южной Австралии также смогли голосовать аборигены (мужчины и женщины), а в Квинсленде и Западной Австралии аборигенам было отказано в праве голоса.[85][86]

1902
- Китай: императорским указом запрещено бинтование ног.[87]
- Сальвадор: замужним женщинам предоставлено право на сепаратную экономику.[88]
- Сальвадор: установлен возраст совершеннолетия для замужних женщин.[88]
- Австралия, Новый Южный Уэльс: женщинам предоставлено право голоса на выборах штата.[89]
- Великобритания: женщины-текстильщицы из Северной Англии представили в парламент петицию с 37 000 подписями с требованием права голоса для женщин.[90]

1903
- Германия, Бавария: университеты открыты для женщин.[79]
- Швеция: государственные медицинские кабинеты открыты для женщин.[91]
- Австралия, Тасмания: женщинам предоставлено право голоса.[92]
- Великобритания: основан Женский социально-политический союз.[90]

1904
- Никарагуа: замужним женщинам предоставлено право на сепаратную экономику,[88] установлен возраст совершеннолетия для замужних женщин.[88]
- Германия, Вюртемберг: университеты открыты для женщин.[79]
- Великобритания: социалистка и суфражистка Дора Монтефиоре[англ.] отказалась платить налоги, потому что женщины не могут голосовать.[93]

1905
- Австралия, Квинсленд: женщинам предоставлено право голоса.[94]
- Исландия: образовательные учреждения открыты для женщин.[12]
- Россия: университеты открыты для женщин.[12]
- Великобритания: 10 октября суфражистки Кристабель Панкхёрст и Энни Кенни стали первыми женщинами, арестованными в борьбе за избирательное право для женщин.[93]

1906
- Финляндия: стала первой страной в Европе, которая предоставила женщинам право голоса.[95][96]
- Гондурас: замужним женщинам предоставлено право на сепаратную экономику,[88] установлен возраст совершеннолетия для замужних женщин,[88] легализованы разводы[21]
- Корея: профессия медсестры разрешена для женщин.[97]
- Никарагуа: легализованы разводы.[21]
- Швеция: замужним женщинам предоставлено право голосовать на местных выборах.[98]
- Германия, Саксония: университеты открыты для женщин.[79]
- Великобритания: делегация членов Женского социально-политического союза и Национального союза женских суфражистских обществ[англ.] встретилась с премьер-министром, сэром Генри Кэмпбеллом-Баннерманом.[90]
- Великобритания: Daily Mail впервые использовало слово «суфражистка» для оскорбления активисток Женского социально-политического союза.[96]
- Великобритания: шотландская суфражистка и профсоюзная активистка Мэри Макартур[англ.] основала Национальную федерацию трудящихся женщин[англ.].[96]

1907
- Франция: замужние женщины получили право самим контролировать свои доходы,[99] а также женщинам разрешили устанавливать опекунство над детьми.[77]
- Норвегия: женщинам предоставлено право баллотироваться на выборах, хотя и с ограничениями, отменёнными в 1913 году.[100]
- Финляндия: избраны первые в мировой истории женщины-депутаты.[95]
- Уругвай: легализованы разводы.[101]
- Великобритания: женщинам разрешено избираться мэрами и в городские советы;[96] Национальный союз женских суфражистских обществ организовал свою первую национальную демонстрацию;[96] Эммелин Петик-Лоуренс и её муж Фредерик стали издавать выпустили суфражистскую газету Votes for Women; Лига свободы женщин[англ.] создана Шарлоттой Деспард и группой других активисток, вышедших из Женского социально-политического союза.[96].

1908
- Бельгия: женщинам разрешили выступать в качестве свидетелей в суде.[12]
- Дания: незамужним женщинам предоставили право устанавливать опеку своих детей.[83]
- Перу: университеты открыты для женщин.[102]
- Германия, Prussia, Эльзас-Лотарингия и Гессен: университеты открыты для женщин.[79]
- Дания: женщинам старше 25 предоставлено право голоса на местных выборах.[103]
- Австралия, Виктория: женщинам предоставлено право голоса на выборах штата.[104]
- Великобритания: 17 января суфражистки приковали себя к перилам у входа в резиденцию премьер-министра Даунинг-стрит, 10.[96] Эммелин Панкхёрст была заключена в тюрьму в первый раз.[96] Женский социально-политический союз также представил свою кампанию по бросанию камней.[96]

1909
- Швеция: женщины получили право на участие в муниципальных советах,[98] фраза «шведский мужчина» была удалена из форм заявления в государственных учреждениях, и поэтому женщины были утверждены в качестве претендентов на большинство государственных профессий.[91]
- Германия, Мекленбург: университеты открыты для женщин.[79]
- Великобритания: в июле Марион Уоллес Данлоп[англ.] стала первой из суфражисток, заключённых в тюрьму, объявившей голодовку. В результате было примено принудительное кормление.[96]

1910
- Аргентина: Эльвира Роусон де Деллепиан основала в Буэнос-Айресе Феминистский центр (исп. Centro Feminista), к которому присоединилась группа женщин престижных из высшего класса.[105]
- Дания: Второй интернационал на VIII конгрессе в Копенгагене учредил Международный день женщин, чтобы отметить движение за права женщин и помочь в достижении всеобщего избирательного права для женщин.[106]
- США, Вашингтон: женщинам предоставлено право голоса.[107]
- Эквадор: легализованы разводы.[21]
- Великобритания: 18 ноября — «Чёрная пятница», названная так в память о жёстком столкновении суфражисток и полиции после провала первой попытки расширить число женщин имеющих право голоса.[108] Эллен Питфилд, одна из суфражисток получивших в тот день травмы, в 1912 году умершая от их последствий.[93]

1911
- Великобритания: Этель Смит сочинила «Марш женщин», ставший гимном движения за избирательные права женщин.[93]
- Португалия: установлен возраст совершеннолетия для замужних женщин (аннулирован в 1933);[109] легализованы разводы.[109]
- США, Калифорния: женщинам предоставлено право голоса.[110]
- Австрия, Дания, Германия и Швейцария: Международный женский день был отмечен впервые в этих странах 19 марта. Более миллиона женщин и мужчин приняли участие в митингах за права женщин работать, голосовать, учиться, занимать государственные должности и быть свободными от дискриминации.[111]
- Южная Африка: южноафриканская англоязычная писательница Оливия Шрейнер опубликовала книгу Women and Labor (в переводе с англ. — «Женщина и труд»).[93]

1912
- США, Орегон, Канзас, Аризона: женщинам предоставлено право голоса.[112]
- Великобритания: Сильвия Панкхёрст основала Федерацию суфражисток Ист-Энда.[93]

1913
- Россия: в последнее воскресенье февраля впервые в истории страны отметили Международный женский день. После обсуждений Международный женский день был перенесён на 8 марта, и с тех пор этот день остаётся глобальной датой Международного женского дня.[111]
- США, Аляска: женщинам предоставлено право голоса.[112]
- Норвегия: женщинам предоставлено право голоса.[113]
- Япония: общественные университеты открыты для женщин.[114]
- Великобритания: суфражистка Эмили Дэвисон во время Дерби в Эпсоме[англ.] получила тяжёлые травмы при столкновении с конём, принадлежавшем королю, и скончалась четыре дня спустя.[93][115]. Момент её гибели был снят на киноплёнку[116] и произвёл значительное, хотя и не однозначное впечатление на британское общество.[117] 50 000 женщин, принявших участие в паломничестве, организованном Национальным союзом женских суфражистских обществ, 26 июля прибыли в Гайд-парк.[93]

1914
- Россия: замужним женщинам разрешили получать собственный внутренний паспорт.[54]
- США, Монтана, Невада: женщинам предоставлено право голоса.[112]
- Великобритания: суфражистка Мэри Ричардсон вошла в Национальную галерею и несколько раз ударила ножом картину «Венера с зеркалом»,[93][118] впоследствии написав, что это был акт протеста против ареста Эммелин Панкхёрст.[119][120]

1915
- Дания: женщинам предоставлено право голоса на выборах всех уровней.[103]
- Исландия: женщинам предоставлено право голоса, при соблюдения ряда условий и ограничений.[100]
- США: Американская медицинская ассоциация начала принимать женщин.[121]
- Уэльс: первый в Великобритании женский институт[англ.] был основан в деревне Лланвайр-Пуллгуингилл на острове Англси (Уэльс), а затем движение (начавшееся в Канаде) распространилось по всем Британским островам.[93]

1916
- Канада, Альберта, Манитоба и Саскачеван: женщинам предоставлено право голоса.[122]
- США: Маргарет Сэнгер открыла первую американскую клинику контроля над рождаемостью.[123]
- Великобритания: для суфражисток, объявивших в тюрьме голодовку, принят закон, позволявших их временно освобождать в случае значительного ухудшения здоровья.[93]

1917
- Куба: замужним женщинам предоставлено право на сепаратную экономику,[88] установлен возраст совершеннолетия для замужних женщин.[88]
- Нидерланды: женщины получили право баллотироваться на выборах.[124]
- Мексика: установлен возраст совершеннолетия для замужних женщин,[88] легализованы разводы.[88]
- США, Нью-Йорк: женщинам предоставлено право голоса.[112]
- Белоруссия: женщинам предоставлено право голоса.[125]
- Россия: женщинам предоставлено право голоса.[126]

1918
- Куба: легализованы разводы.[21]
- Россия: Первая конституция нового советского государства (РСФСР) провозгласила, что «женщины имеют равные права с мужчинами».[127]
- Таиланд: университеты открыты для женщин.[128]
- Великобритания: писательница и учёный Мэри Стоупс, сторонница равенства в браке, контроля над рождаемостью и важности полового влечения женщин, опубликовала руководство по сексу Married Love (в переводе с англ. — «Любовь в замужестве»).[129] В 1935 году по итогам опроса американских учёных книга была признана одной из 25 самых влиятельных за последние 50 лет, опередив Relativity Эйнштейна, Mein Kampf Гитлера, Толкование сновидений Фрейда и The Economic Consequences of the Peace Кейнса.[130]
- США, Мичиган, Южная Дакота, Оклахома: женщинам предоставлено право голоса.[112]
- Австрия: женщинам предоставлено право голоса.[122]
- Канада: женщинам предоставлено право голоса на федеральных выборах (последней провинцией, где было введено избирательное право для женщин, был Квебек в 1940 году.)[131]
- Великобритания: предоставлено право голоса женщинам старше 30 лет, которые соответствуют цензу собственности. Таким образом, право голосовать получили 8,5 миллионов женщин, что составлял 40 % от общей их численности в Великобритании. В тот же год правом голоса были наделены все мужчины старше 21 года.[132]
- Великобритания: женщинам предоставлено право избираться в парламент.[93]
- Чехословакия: женщинам предоставлено право голоса.[122]

1919
- Германия: женщинам предоставлено право голоса.[122]
- Азербайджан: женщинам предоставлено право голоса.[133]
- Италия: женщины предоставлено больше прав собственности, включая контроль над своими собственными заработками и доступ к некоторым юридическим позициям.[134]
- Великобритания: Принят Закон о дискриминации по признаку пола. Закон действительно улучшил возможности трудоустройства для отдельных женщин, но на практике не соответствовал ожиданиям женского движения. Руководящие должности на государственной службе по-прежнему были закрыты для женщин, и их можно было исключить из состава присяжных, если доказательства могут быть слишком «чувствительными».[135]
- Люксембург: женщинам предоставлено право голоса.[136]
- Канада: женщины получили право быть кандидатами на федеральных выборах.[137]
- Нидерланды: женщинам предоставлено право голоса. Право баллотироваться на выборах было предоставлено в 1917 году.[138]
- Новая Зеландия: женщинам разрешили баллотироваться в парламент.[139]
- Великобритания: Нэнси Астор стала первой женщиной, избранной Палату общин, нижнюю палату британского парламента.[93]

1920
- Китай: Пекинский университет принял первых студентов-женщин, вскоре его примеру последовали университеты по всему Китаю.[140]
- Гаити: профессия аптекаря открыта для женщин.[40]
- Корея: для женщин открыты ряд профессий, в частности, телефониста и продавца.[97]
- Швеция: установлен возраст совершеннолетия для замужних женщин, женщины уравнены в праве на брак с мужчинами.[30]
- США: Принята 19-я поправка к Конституции США, которая предоставила всем американским женщинам право голоса.[23]
- Великобритания: Оксфордский университет разрешил женщинам получать его научные степени.[96]

1921
- Великобритания: леди Рондда основала Six Point Group чтобы добиваться социального, политического, профессионального, морального, экономического и юридического равенства женщин.[96]

1922
- Китай: впервые китайские женщины отметили Международный женский день.[141]
- Великобритания: жёнам предоставлено право наследовать имущество наравне со своими мужьями.[96]
- Англия: отменена смертная казнь для женщин, которые убили своих детей, если мысли женщин были признаны несбалансированными.[96]

1923
- Никарагуа: Эльба Очомого стала первой женщиной в стране, которая получила университетский диплом.[142]
- Великобритания: женщинам предоставлено право ходатайствовать о разводе на основании супружеской измены.[143]

1925
- Великобритания: Закон об опеке над детьми уравнял отцов и матерей в правах на детей.[96]

1928
- Великобритания: право голоса предоставлено всем женщинам наравне с мужчинами.[144]

1934
- Турция: женщины получили право голосовать и баллотироваться[145] после реформирования гражданского законодательства.

## Критика
Феминизм первой волны не предлагал межсекторных пересечений. Гендер не считался социальной конструкцией, а роли, которые играет каждый пол, не считались сексистскими. В этот период времени феминистки больше фокусировались на биологических различиях, считая что только способ, которым можно считаться женщиной был через биологию или секс. Феминизм первой волны не боролся за цветных женщин или женщин с более низким социально-экономическим статусом. В результате это только усиливало колонизацию и эротизацию женщин из разных стран. Теоретики «первой волны» также не учитывали всю активную деятельность цветных женщин. Активисты, такие как Мария Стюарт и Фрэнсис Э. Харпер, почти не упоминались в связи с аболиционистскими или суфражистскими движениями в этот период времени. Феминизм первой волны был ориентирован на мужчин и соответственно сделан в форме, в которой мужчины привыкли видеть женщин. Ещё одна проблема, связанная с феминизмом первой волны, заключалась в том, что белые женщины из среднего класса решали, что является проблемой для женщины, а что нет, без учёта цветных женщин или женщин с более низким социально-экономическим статусом. Феминисткам первой волны не хватало сексуальной свободы, которую женщины стремились иметь, но не могли, в отличие от мужчин. Многие из белых феминисток первой Волны были в союзе с цветными женщинами, но молчали, полагая, что могут достичь прогресса для белых женщин среднего класса.